# Spinotarsus zuluinus
Spinotarsus zuluinus är en mångfotingart som först beskrevs av Carl Graf Attems 1934.  Spinotarsus zuluinus ingår i släktet Spinotarsus och familjen Odontopygidae. Inga underarter finns listade i Catalogue of Life.